# Логинов, Иван Владимирович
Иван Владимирович Логинов  (эст. Ivan Loginov; род. 3 апреля 1974, Нарва) — российский и эстонский хоккеист, центральный нападающий. Неоднократно вызывался в свою национальную сборную. Участник чемпионатов мира в первом и втором дивизионах.

## Карьера
Родился в Нарве. В этом городе начал заниматься хоккеем. Первой командой в карьере Логинова был местный «Крейнгольм». Выступал за юношескую сборную СССР по хоккею с шайбой. Однако позднее был заигран за юниорскую сборную Эстонии, после чего Логинов не смог сыграть за молодежную сборную России.
В 1993 году получил приглашение в петербургский СКА. В конце девяностых был одним из лидеров питерских армейцев, играл в тройке с Козневым и Горбушиным. В составе сборной Эстонии принимал участие в чемпионатах мира в низших дивизионах. В 1999 году после одного из турниров сдал положительную допинг-пробу, из-за чего хоккеист расторг контракт со СКА.
Вместе с Александром Юдиным Логинов отправился в США, где он заключил контракт с ECHL «Шарлотт Чекерс». Вскоре нападающего обменяли в фарм-клуб «Питтсбург Пингвинз» «Уилинг Нэйлерз». В 2001 году хоккеист вернулся в Россию, однако в Суперлиге он отыграл только два сезона. Завершал свою карьеру в Эстонии в клубе «Вялк 494». Сейчас выступает первенстве среди ветеранов.

## Достижения
- Чемпион Эстонии (6): 1991, 1992, 1993, 2008, 2011, 2012
- Бронзовый призёр чемпионата Латвии: 2004/2005